# Doliocarpus
Doliocarpus é um género botânico pertencente à família Dilleniaceae.

## Espécies
- Doliocarpus amazonicus Sleumer
- Doliocarpus aptus J.F.Macbr.
- Doliocarpus aracaensis Aymard
- Doliocarpus areolatus Kubitzki
- Doliocarpus calineoides (Eichler) Gilg
- Doliocarpus calineus St.-Lag.
- Doliocarpus densiflorus Sprague & R.O.Williams ex Gleason
- Doliocarpus lasiogyne Benoist
- Doliocarpus major J.F.Gmel.
- Doliocarpus multiflorus Standl.
- Doliocarpus nitida Triana & Planch.
- Doliocarpus oaxacanus Szyszył.
- Doliocarpus savannarum Sandwith
- Doliocarpus spraguei Cheesman
- Doliocarpus surinamensis Lanj.
- Doliocarpus virgatus Sagot